# Данък върху общия доход
Данъкът върху общия доход (ДОД) е данък върху облагаемите доходи на гражданите. Данъкът е комплексен поради съществуването на различни ставки върху различните видове доход и освобождаването на някои видове доход (по-специално допълнителните помощи) и отстъпките, свързани с различните категории разходи (например разходи, свързани с трудовата заетост, благотворителна дейност).
За първи път се използва в Англия през 1435, 1450 и от 1798 до 1805 г. за финансиране на войните срещу Наполеон; от 1842 г. става постоянна характеристика на английската данъчна система. В САЩ се използва за финансиране на Гражданската война от 1861 до 1872 г., но опитът за въвеждането му отново през 1894 г. е неуспешен, тъй като данъкът е обявен за противоконституционен.
Основното теоретично оправдание за налагане на данъка е теорията за равните възможности за плащане.
Данък върху общия доход се налага във всички държави върху:
- трудовите възнаграждения,
- доходите от извършване на услуги с личен труд,
- доходите от упражняване на свободни професии,
- чистия доход от предприемаческа дейност,
- дивидентите,
- доходите от недвижима собственост,
- доходите от селскостопанска дейност и търговия на дребно.

Понякога данък върху общия доход се плаща и върху някои видове допълнителни помощи, приписан доход от жилищна собственост, пенсии, помощи за безработни и помощи при заболяване.